# Agenda (Wisconsin)
Agenda es un pueblo ubicado en el condado de Ashland en el estado estadounidense de Wisconsin. En el Censo de 2010 tenía una población de 422 habitantes y una densidad poblacional de 1,82 personas por km².

## Geografía
Agenda se encuentra ubicado en las coordenadas 46°4′37″N 90°22′54″O / 46.07694, -90.38167. Según la Oficina del Censo de los Estados Unidos, Agenda tiene una superficie total de 231.87 km², de la cual 229.95 km² corresponden a tierra firme y (0.83%) 1.92 km² es agua.

## Demografía
Según el censo de 2010, había 422 personas residiendo en Agenda. La densidad de población era de 1,82 hab./km². De los 422 habitantes, Agenda estaba compuesto por el 97.16% blancos, el 0.47% eran afroamericanos, el 0% eran amerindios, el 0.24% eran asiáticos, el 0.24% eran isleños del Pacífico, el 0.24% eran de otras razas y el 1.66% pertenecían a dos o más razas. Del total de la población el 0.71% eran hispanos o latinos de cualquier raza.